# Helena Ogrska
Helena Ogrska (madžarsko Árpád-házi Ilona) iz ogrske dinastije Árpád je bila po poroki z Leopoldom V. Avstrijskim od leta 1177 vojvodinja žena Štajerske in od leta 1192 do 1194 vojvodinja žena Avstrije, * okoli 1199, † 25. december 1199.

## Življenje
Helena je bila hči ogrskega kralja Géze II. in njegove žene Evfrozine Kijevske, hčerke kijevskega velikega kneza Mstislava I. in njegove druge žene Ljubave Dimitrijevne. O njenem življenju ali značaju je malo znanega. Edina jasna dejstva o njenem življenju so, da se je na Binkošti leta 1174 poročila z Leopoldom V. Avstrijskim. Poroka je odražala zahodno usmerjenost ogrske vladarske hiše Árpád kot posledice  ekspanzionistične politike bizantinskega cesarja Manuela I. Komnena. Leopoldova sestra Neža je bila poročena s Heleninim starejšim bratom, ogrskim kraljem Štefanom III., ki je umrl leta 1172.
Leopold V. je umrl 31. decembra  1194 za posledicami padca s konja. Helena je umrla pet let kasneje leta 1199. Pokopana sta bila drug ob drugem v samostanu Heiligenkreuz.

## Otroci
Helena je rodila najmanj dva ali celo štiri otroke.
- Friderika I. Avstrijskega (umrl 16. aprila 1198),
- Leopolda VI. Avstrijskega (mrl 28. julija 1230),
- Nežo (?) in
- Berto (?).

## Sklic
1. ↑  Charles Cawley (april 2014). Hungary Kings.